# Verband der Siebenbürger Sachsen

Wappen des Verbands der Siebenbürger Sachsen

Der Verband der Siebenbürger Sachsen in Deutschland e. V. ist die Interessenvertretung der Siebenbürger Sachsen in Deutschland. Sitz des gemeinnützigen Vereins ist München. Die Vertretung nach außen obliegt dem Bundesvorsitzenden, der für eine Amtszeit von vier Jahren durch Delegierte zu Verbandstagen gewählt wird. Der Verband ist Mitglied im Bund der Vertriebenen und versteht sich als Interessenvertretung der infolge von Vertreibung nach dem Zweiten Weltkrieg und der weiteren politischen Veränderungen nach Deutschland gekommenen Angehörigen der Volksgruppe der Siebenbürger Sachsen.

## Zweck
Zweck ist die Integration der Siebenbürger Sachsen in Deutschland, die Förderung der weltweiten Vernetzung der Siebenbürger Sachsen als grenzüberschreitende Gemeinschaft in der weltweiten Föderation der Siebenbürger Sachsen und die Erhaltung und Förderung siebenbürgisch-sächsischer Kultur. Im Jahr 2006 bezifferte der Verband seine Mitgliederzahl mit 25.205 Familien. Der Verband ist in Landesverbände, diese in Kreisverbände und Nachbarschaften untergliedert. Die meisten Siebenbürger Sachsen leben in den Landesverbänden Bayern, Baden-Württemberg und Nordrhein-Westfalen. Weitere Landesverbände gibt es für die Gebiete Hessen, Rheinland-Pfalz/Saarland, Hamburg/Schleswig-Holstein, Berlin/neue Bundesländer sowie Niedersachsen/Bremen.

## Geschichte
Am 26. Juni 1949 gründete sich in München der Verband der Siebenbürger Sachsen und Banater Schwaben in Deutschland, der sich am 11. Februar 1950 in Verband der Siebenbürger Sachsen in Deutschland umbenannte, nachdem die Banater Schwaben einen eigenen Verband gegründet hatten. Eine erneute Umbenennung erfolgte am 15. Mai 1950 zur Landsmannschaft der Siebenbürger Sachsen in Deutschland e. V. Seit Juni 1950 wird als Medium der Siebenbürger Sachsen die Siebenbürgische Zeitung herausgegeben. Am 5. August 1950 gehörte der Verband zu den Unterzeichnern der Charta der deutschen Heimatvertriebenen.
Das Land Nordrhein-Westfalen übernahm am 26. Mai 1957 eine Patenschaft für die Landsmannschaft der Siebenbürger Sachsen. Eine zusätzliche Patenschaft wurde 1985 mit der Stadt Dinkelsbühl vereinbart. Der Verband der Siebenbürger Sachsen ist gemeinsam mit den landsmannschaftlichen Verbänden der Siebenbürger Sachsen aus Österreich, den USA, Kanada und Rumänien Mitglied in der weltweiten Föderation der Siebenbürger Sachsen.
Seit dem Verbandstag am 3. und 4. November 2007 führt die Landsmannschaft wieder den Namen „Verband der Siebenbürger Sachsen in Deutschland e. V.“

## Politische Bedeutung
Der Verband ist überparteilich und verfolgt keine vorrangig politischen Ziele. Als Interessenvertretung einer ethnisch definierten Bevölkerungsgruppe ist er jedoch nicht unpolitisch. Die Strategie des Verbandes entspricht europäischer Verständigungspolitik. Die Aktivität in Deutschland verfolgt eine Verbesserung der Rahmenbedingung der gesellschaftlichen, sozialen und wirtschaftlichen Integration seiner Mitglieder unter Beibehaltung deren kultureller Prägung als Teil der gesamtdeutschen Kultur. Im Verhältnis zum Herkunftsgebiet Rumänien wird ein konstruktiver Dialog verfolgt, der auf einer Einheit der dort und in Deutschland lebenden Siebenbürger Sachsen aufbaut. Gleichzeitig wird eine Brückenfunktion wahrgenommen. Der Verband ist Ansprechpartner der Bundes- und Landesregierungen für Fragen der Aussiedlerpolitik und Integration. Der Verband stellt ein Onlineforum zur Verfügung, wo Interessierte zu Diskussion und Meinungsaustausch zusammenkommen.

## Vertretung
Sitz der Bundesebene des Verbandes ist München. In der Liegenschaft Karlstr. 100, 80335 München, befinden sich ebenfalls der Sitz des Sozialwerkes der Siebenbürger Sachsen, die Redaktion der Siebenbürgischen Zeitung, die Landesgeschäftsstelle Bayern, die Kreisgeschäftsstelle München, der Sitz der Carl Wolff Gesellschaft – Siebenbürgischer Wirtschaftsclub in Deutschland e. V. sowie ein offener Begegnungsraum.

## Bundesvorsitzende
- 1949–1952: Fritz Heinz Reimesch
- 1952–1959: Heinrich Zillich
- 1959–1977: Erhard Plesch
- 1977–1983: Wilhelm Bruckner
- 1983–1989: Wolfgang Bonfert
- 1989–1992: Dankwart Reissenberger
- 1992–2007: Volker Dürr
- 2007–2015: Bernd Fabritius
- 2015–2019: Doppelspitze Bernd Fabritius (Verbandspräsident), Herta Daniel (Bundesvorsitzende)[5]
- seit 2019: Rainer Lehni[6]

## Geschäftsführung
Die Geschäftsführung erfolgt in München, Sitz der Bundesgeschäftsführung ist Karlstr. 100, 80335 München.

## Publikationsorgan
Publikationsorgan ist die Siebenbürgische Zeitung, die seit Juni 1950 (als Druckausgabe) in München erscheint. Allgemein zugänglich ist eine Online-Ausgabe (www.siebenbuerger.de). Zum 60-jährigen Jubiläum 2010 wurden alle 60 bis dahin erschienenen Jahrgänge digitalisiert. Seither sind sie als Bezahlinhalt online zugänglich.

## Jugendarbeit
Die Jugend des Verbandes wird von der Siebenbürgisch-Sächsischen Jugend in Deutschland (SJD) betreut. Es bestehen Landesgruppen in Bayern, Baden-Württemberg, Hessen, Nordrhein-Westfalen, Rheinland-Pfalz und dem Saarland.

## Kulturpreis
Der Siebenbürgisch-Sächsische Kulturpreis wird seit 1968 einmal jährlich vergeben. In § 1 des Verleihungsstatuts steht: „Die Verbände der Siebenbürger Sachsen in Deutschland und Österreich verleihen als Dank und Anerkennung für hervorragende wissenschaftliche oder künstlerische Leistungen ihren Kulturpreis an Persönlichkeiten, die sich durch ihr Schaffen um Siebenbürgen und die Siebenbürger Sachsen verdient gemacht haben.“ Der Preis wird in den Sparten Geisteswissenschaften, Naturwissenschaften und Technik, Literatur und Publizistik, Musik sowie bildende und darstellende Künste verliehen. Er besteht aus einer Urkunde, einer Medaille und einer Dotation. Er wird in einer feierlichen Veranstaltung überreicht, welche in der Regel während des Heimattages der Siebenbürger Sachsen zu Pfingsten in Dinkelsbühl stattfindet. Vorschlagsberechtigt sind die Mitglieder beider Verbände, wobei die Vorschläge sich auf lebende Kandidaten beziehen müssen. Über die Zuerkennung des Preises entscheidet ein Preisgericht, das sich aus gewählten und ernannten Mitgliedern beider Verbände zusammensetzt.